# Hemibdella branchiarum
Hemibdella branchiarum är en ringmaskart som först beskrevs av de Silva och Zbigniew Kabata 1961.  Hemibdella branchiarum ingår i släktet Hemibdella och familjen fiskiglar. Arten har ej påträffats i Sverige. Inga underarter finns listade i Catalogue of Life.